# Uwe Schultz

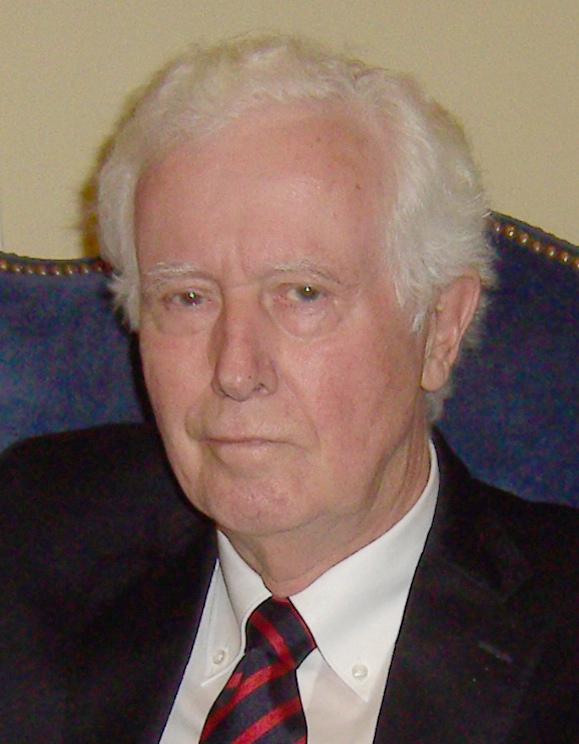
Uwe Schultz 2016

Uwe Schultz (* 8. Juni 1936 in Hamburg) ist ein deutscher Rundfunkjournalist, Literaturforscher und Publizist.

## Werdegang
Schultz wurde als Sohn des Zeitungsverlegers Friedrich Schultz und seiner Ehefrau Almut (geb. Koch) geboren. Nachdem das elterliche Verlagshaus des Wandsbecker Boten im Kriege zerstört worden war und sein Vater nicht aus der sowjetischen Kriegsgefangenschaft zurückgekehrt war, wuchs er in Elmshorn im großelterlichen Verlagshaus der Elmshorner Nachrichten auf und besuchte den sprachlichen Zweig der Bismarckschule. Nach dem Abitur 1957 studierte er an der Universität Hamburg Philosophie, Germanistik und Geschichte und nahm an philosophischen Seminaren von Kurt Leese und Kurt Noack teil.
1958 wechselte er für zwei Jahre zum Studium an die Universität Freiburg zu Max Müller und war nebenbei Kulturreporter der Badischen Zeitung. Anschließend ging er für ein Semester nach Wien und setzte anschließend sein Studium in München bei dem zwischenzeitlich ebenfalls dorthin gewechselten Max Müller sowie bei Helmut Kuhn fort. Ab 1960 wurde er bei der Süddeutschen Zeitung als Feuilleton-Redakteur ausgebildet, so dass er erst 1964 bei Müller an der Ludwig-Maximilians-Universität München über das Thema Das Problem des Schematismus bei Kant und Heidegger promoviert wurde.

## Wirken
1964 wurde Schultz Redakteur in der Abteilung Literatur des Hessischen Rundfunks (hr), die er ab 1970 leitete. Im gleichen Jahr übernahm er einen Lehrauftrag an der Universität Frankfurt am Main für Literatur in den Massenmedien. Von 1976 bis zu seiner Pensionierung 1994 war Schultz Leiter der Hauptabteilung Kulturelles Wort beim hr. Auf seine Initiative wurde die literarische Quizsendung Literatur im Kreuzverhör mit Peter Härtling ins Programm genommen. Unter seiner Leitung entstanden die Sendungen Das Kulturmagazin am Sonntag Abend auf Mittelwelle und Das Radioskop, ein 50-minütiges Magazin mit dem Untertitel Kultur am Nachmittag für die aktuelle Kulturberichterstattung in hr2. Schultz realisierte mehrere Sendereihen, die auch in Buchform publiziert wurden.
Schultz gilt als einer der besten Kenner der Geschichte des absolutistischen Frankreich und veröffentlichte zu diesem Thema zahlreiche Biografien und Untersuchungen. Er lebt in Frankfurt am Main und Paris und ist Mitglied des PEN-Zentrums Deutschland.

## Auszeichnungen
- 1966: Kurt-Magnus-Preis der ARD
- 1975: Journalistenpreis des Deutschen Nationalkomitees für Denkmalschutz
- 1999: Preis des Deutsch-Französischen Kulturrats für Essayistik

## Schriften
Als Autor:
- Der Eiffelturm. Das Pariser Wahrzeichen und sein Erbauer. Primus – Wissenschaftliche Buchgesellschaft, Darmstadt 2013, ISBN 978-3-86312-061-0.
- Der König und sein Richter: Ludwig XVI. und Robespierre – Eine Doppelbiographie. C. H. Beck, München 2012, ISBN 978-3-406-62924-2.
- Henri IV. Machtmensch und Libertin. Eine Biografie. Insel, Berlin 2010, ISBN 978-3-458-17471-4.
- Richelieu. Der Kardinal des Königs. C. H. Beck, München 2009, ISBN 978-3-406-58358-2.
- Der Herrscher von Versailles. Ludwig XIV und seine Zeit. C. H. Beck, München 2006, ISBN 978-3-406-54989-2.
- Michel de Montaigne. (= rororo Taschenbuch 50442 Rowohlts Monografien). Rowohlt, Reinbek bei Hamburg 2005, ISBN 3-499-50442-1 (Erstausgabe 1989).
- Madame de Pompadour oder Die Liebe an der Macht. C. H. Beck, München 2004, ISBN 3-406-52194-0.
- Paris. Literarische Spaziergänge. Mit farbigen Fotografien von Angelika Dacqmine. Insel, Frankfurt am Main 2003, ISBN 3-458-34584-1.
- Versailles. Die Sonne Frankreichs. C. H. Beck, München 2002, ISBN 3-406-48726-2.
- Descartes. Biografie. Europäische Verlagsanstalt, Hamburg 2001, ISBN 3-434-50506-7.
- Die Erfindung der Toleranz. Michel de Montaigne und Henri Quatre, König von Frankreich. Europäische Verlagsanstalt, Frankfurt am Main 1998, ISBN 3-434-50208-4.
- Immanuel Kant. (= rororo Taschenbuch 50659 Rowohlts Monographien). Rowohlt, Reinbek bei Hamburg 2003, ISBN 3-499-50659-9 (Erstausgabe 1965).

Als Herausgeber:
- Große Verschwörungen. Staatsstreich und Tyrannenmord von der Antike bis zur Gegenwart. C. H. Beck, München, 1998, ISBN 3-406-44102-5.
- Große Prozesse. Recht und Gerechtigkeit in der Geschichte. C. H. Beck, München 1996, ISBN 3-406-40522-3.
- Das Duell. Der tödliche Kampf um die Ehre. Insel, Frankfurt am Main 1993, ISBN 3-458-33439-4.
- Speisen, Schlemmen, Fasten. Eine Kulturgeschichte des Essens. Insel, Frankfurt am Main 1993, ISBN 3-458-16566-5.
- Scheibe, Kugel, Schwarzes Loch. Die wissenschaftliche Eroberung des Kosmos. C. H. Beck, München 1990, ISBN 3-406-34719-3.
- Das Fest. Eine Kulturgeschichte von der Antike bis zur Gegenwart. C. H. Beck, München 1988, ISBN 3-406-33363-X.
- Mit dem Zehnten fing es an. Eine Kulturgeschichte der Steuer. C. H. Beck, München 1986, ISBN 3-406-31311-6.
- Die Geschichte Hessens. Theiss, Stuttgart 1983, ISBN 3-8062-0332-6.